# Liste der Monuments historiques in Rieux (Marne)
Die Liste der Monuments historiques in Rieux führt die Monuments historiques in der französischen Gemeinde Rieux auf.

## Liste der Immobilien
| Bezeichnung       | Beschreibung              | Standort               | Kennzeichnung | Schutzstatus | Datum | Bild           |
| ----------------- | ------------------------- | ---------------------- | ------------- | ------------ | ----- | -------------- |
| Kirche St-Laurent | Chorraum, 13. Jahrhundert | Rue de l’Église (Lage) | PA00078832    | Classé       | 1862  | weitere Bilder |